# Trenton (Michigan)
Pour les articles homonymes, voir Trenton.
Trenton est une ville située dans l’État américain du Michigan. Sa population est de 19 584 habitants.

## Démographie
| Groupe            | Trenton | Michigan | États-Unis |
| ----------------- | ------- | -------- | ---------- |
| Blancs            | 95,5    | 79,0     | 72,4       |
| Métis             | 1,4     | 2,3      | 2,9        |
| Afro-Américains   | 1,4     | 14,2     | 12,6       |
| Asiatiques        | 0,7     | 2,4      | 4,8        |
| Autres            | 0,5     | 1,5      | 6,4        |
| Amérindiens       | 0,5     | 0,6      | 0,9        |
| Total             | 100     | 100      | 100        |
|                   |         |          |            |
| Latino-Américains | 3,2     | 4,4      | 16,7       |

Selon l'American Community Survey pour la période 2010-2014, 95,32 % de la population âgée de plus de 5 ans déclare parler l'anglais à la maison, 1,90 % déclare parler l'espagnol et 2,78 % une autre langue.

## Sport
Les Stars du Michigan de la All-American Hockey League joue dans cette ville pour la saison 1987-88. Il fut dissout après 14 parties. Les parties sont joués au Kennedy Ice Arena.

## Source
- (en) Cet article est partiellement ou en totalité issu de l’article de Wikipédia en anglais intitulé « Trenton, Michigan » (voir la liste des auteurs).

1. ↑  (en) « Trenton, MI Population - Census 2010 and 2000 », sur censusviewer.com.
2. ↑  (en) « Population of Michigan - Census 2010 and 2000 », sur censusviewer.com.
3. ↑  (en) « Language spoken at home by ability to speak english for the population 5 years and over ».